# Chiesa di San Zenone (Campione d'Italia - galleria civica)
L'ex-chiesa di San Zenone, è un edificio situato nel comune di Campione d'Italia, in provincia di Como. 

## Storia
Documentata negli anni 756 e 777, la chiesa fu fondata dalla famiglia del nobile longobardo Totone; ricostruita in stile romanico nel XIV secolo, fu trasformata secondo lo stile barocco nel XVIII secolo, prima di essere definitivamente sconsacrata nel 1967. Successivamente, venne adibita a galleria per l'esposizione di mostre artistiche.  
Nel corso delle indagini archeologiche degli anni 1993-1996 sono venute alla luce le fondazioni della chiesa primitiva ad aula unica absidata (visibile sotto il pavimento in vetro) e una serie di tombe alto-medievali (tra cui alcune proprio di esponenti del clan di Totone) in cui sono stati trovati anche alcuni gioielli d'epoca longobarda. 

## Descrizione
All'interno, l'aula è coperta da una volta a botte lunettata impostata negli anni 1832-1833, scandita da un'articolazione di lesene con capitelli ionici. I primi due pilastri sono decorati con immagini di un Santo martire, a destra, e della Sacra Famiglia, a sinistra, databili al 1500 circa. Durante il restauro sono state messe in evidenza le colonne trecentesche (una delle quali ornata di un affresco della Madonna col Bambino) inglobate nei pilastri.
Nell'abside è affrescata la teoria degli apostoli, della metà del XIV secolo. Sull'ultimo pilastro: bassorilievo in marmo della Natività, della bottega di Tommaso Rodari di Maroggia e figura affrescata di un Santo, del XV secolo. Nel vano sul fianco destro sono esposti due notevoli bassorilievi, incorniciati da pilastrini, raffiguranti i Santi Ambrogio e Zenone, stilisticamente attribuibili alla citata bottega rodariana, della fine del XV secolo, due tabernacoli rinascimentali con statuine in marmo della Madonna e dell'Annunciazione e una figura barocca in stucco di San Carlo Borromeo. Nella navata laterale destra: lapide marmorea con iscrizione del 1477 che ricorda l'affrancamento di Campione da tasse doganali, deciso dal duca Gian Galeazzo Sforza.